# Southerniella brevicauda
Southerniella brevicauda är en rundmaskart som först beskrevs av Stekhoven 1942.  Southerniella brevicauda ingår i släktet Southerniella och familjen Axonolaimidae. Inga underarter finns listade i Catalogue of Life.